# Audi Type M
L’Audi 18/70 ch Type M était une voiture de luxe avec un moteur six cylindres d’Audiwerke AG Zwickau. Il s’agit de la première Audi équipée d’un frein mécanique-hydraulique sur les quatre roues, elle a été présentée au Salon de l'automobile de Francfort à l’automne 1923 en tant que successeur de la Type K à moteur quatre cylindres.

## Général

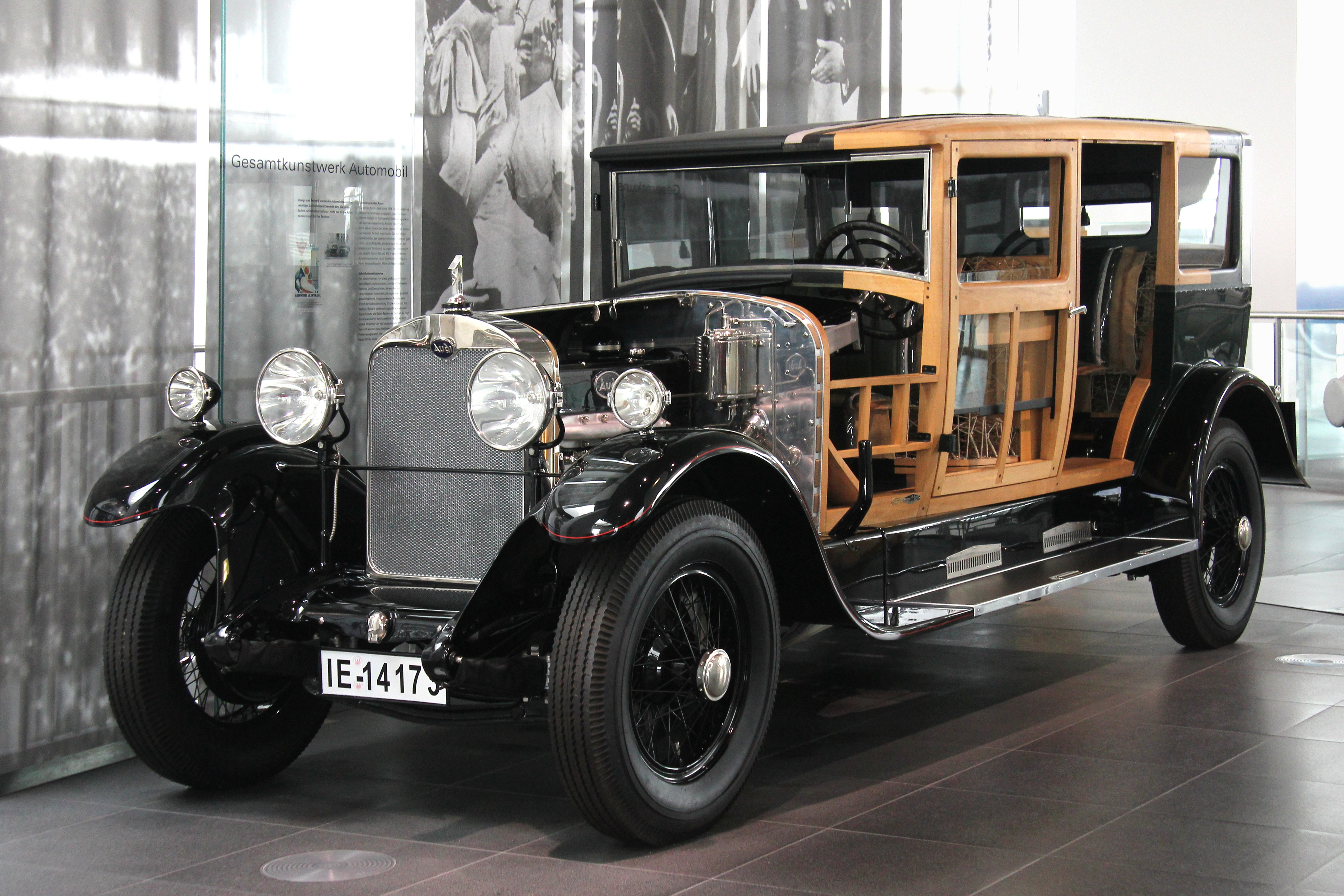
"Construction mixte" de la caisse : tôles clouées sur une ossature en bois.

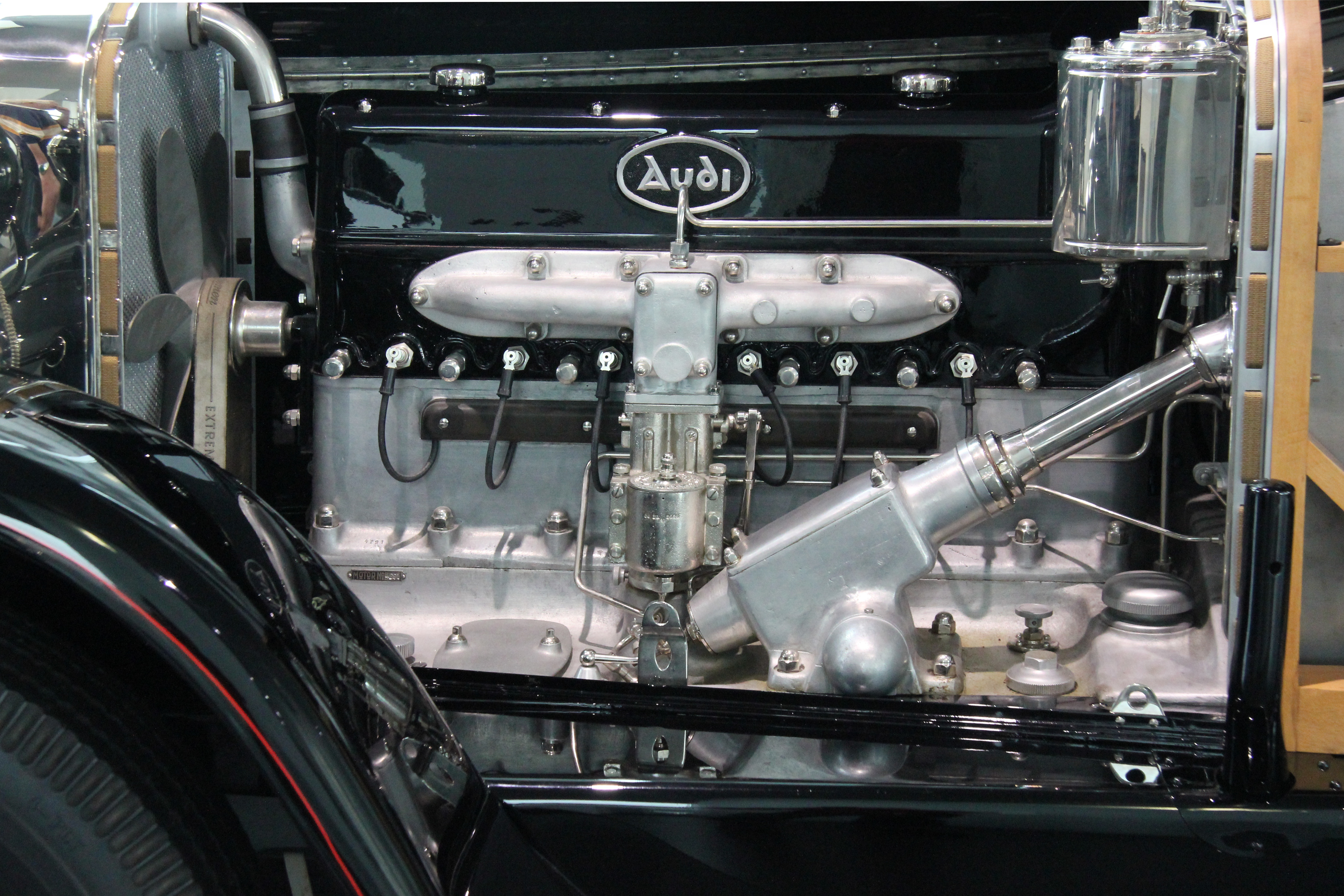
Moteur six cylindres à carburateur à flux ascendant, à droite duquel se trouve l’appareil à gouverner

En plus des deux prototypes, 228 Type M ont été construites de 1925 à 1928. Aujourd’hui, il y a encore trois véhicules et un châssis. La successeur était la Type R "Imperator" avec un moteur huit cylindres, qui a été fabriqué à partir de 1927.
Un certain nombre d’innovations ont fait de l’Audi 18/70 ch Type M le point de mire du salon de l’automobile de Berlin en 1923; le bloc moteur, en alliage d’aluminium, avait une surface lisse; l’arbre à cames en tête était entraîné par un arbre vertical; pour la première fois, l’air d’admission était filtré; un compresseur logé dans la transmission facilitait le gonflage des pneus.
Le véhicule était équipé d’un moteur six cylindres en ligne d’une cylindrée de 4,7 litres monté à l’avant, qui produisait 70 ch (51 kW) à 2 500 tr/min. Le moteur avait un vilebrequin à huit roulements, une lubrification forcée avec un refroidisseur d’huile et un refroidissement par eau à commande thermostatique. Il entraînait les roues arrière via une boîte de vitesses à quatre rapports avec un levier de vitesses au milieu de la voiture. La voiture avait un essieu rigide à lames à l’avant et à l’arrière. Avec un prix de 22 300 Reichsmarks, la berline Pullman quatre portes était l’une des voitures les plus chères du Reich allemand et a amené Audi très près de la faillite.

## Liens Externes
- Werner Oswald: Deutsche Autos 1920–1945, Motorbuch Verlag Stuttgart, 10. Auflage (1996),  (ISBN 3-87943-519-7)
- www.audi.com – Historie 1919–1932: Audi 18/70 PS Typ M Pullman-Limousine Schnittmodell, 1925 und weitere Modelle